# Grotte de la Draye Blanche
La grotte de la Percée Blanche autrefois dénommée grotte Fleury puis grotte de la Draye Blanche est située dans le département français de la Drôme, sur le territoire de la commune de La Chapelle-en-Vercors. Elle a été découverte en 1918 par un trappeur, surnommé Marseille, qui avait perdu un de ses chiens dans le gouffre de la grotte.

## Géographie

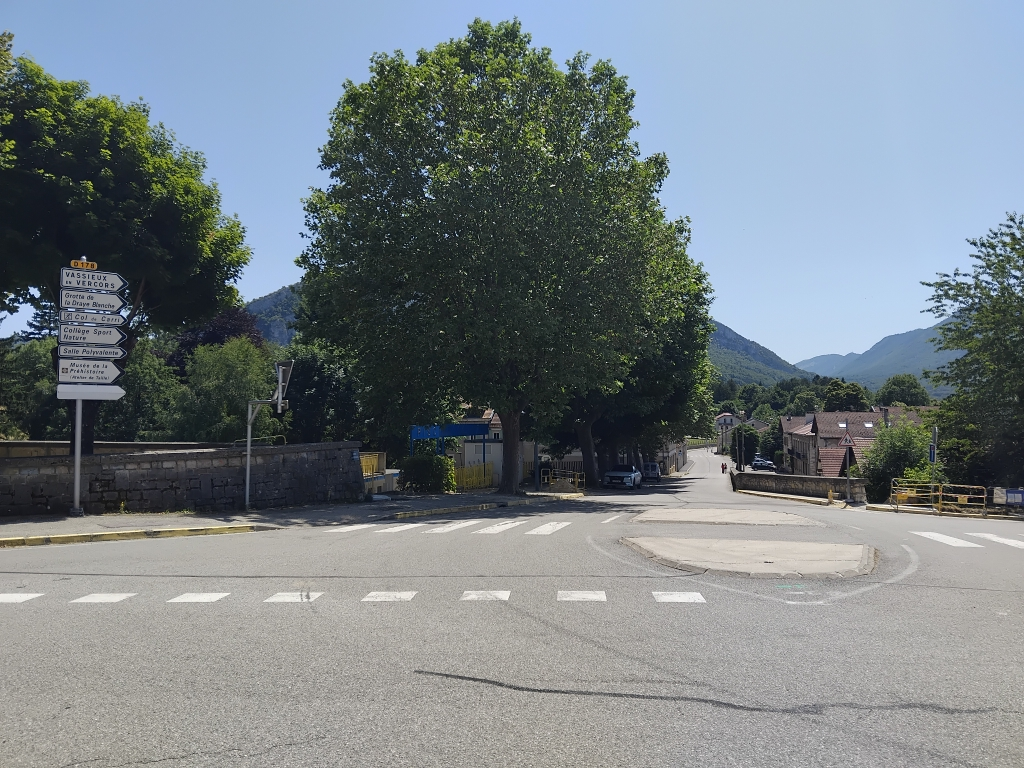
Route de la grotte de la Draye Blanche au départ de La Chapelle en Vercors

### Situation
Le site et son entrée principale sont situés en bordure de la forêt du Vercors, au sud du massif du même nom sur le territoire de La Chapelle-en-Vercors, dans le département de la Drôme

### Accès
L'entrée de la grotte se situe près de la route départementale RD 178 qui relie les bourgs de La Chapelle-en-Vercors à Vassieux-en-Vercors, près du hameau des Croix. Aucune gare ferroviaire, ni arrêt d'autocar, ne se trouve à proximité.

## Description
La grotte se situe entre Vassieux-en-Vercors et La Chapelle-en-Vercors. Elle peut être visitée avec un guide et accueille des concerts et événements toute l’année. On peut également retrouver sur place un restaurant Bar - Tapas avec terrasse dans un cadre naturel et atypique.
La grotte de la Draye Blanche est connue pour son grand âge (4,7 millions d’années) attesté par des concrétions anciennes et son tunnel d’entrée qui a été creusé en 1990. Lors de son percement, la découverte d'un puits, comblé en surface, a permis d'exhumer pas moins de 15 000 ossements de 45 espèces différentes.

### Le site paléontologique
La visite du site est commentée et permet de présenter les études sur les restes fossiles des êtres vivants du passé ayant vécu dans le voisinage immédiat de la grotte et leurs implications évolutives. Ce piège naturel a très bien fonctionné en atteste la variété des ossements qui vont de la musaraigne à l'ours des cavernes.

### La grotte
Elle fut découverte en 1918 par hasard par Fabien Rey, un marginal connu sur ce secteur du Vercors sous le sobriquet de « Marseille ». 
Étant un trappeur reconnu dans le Vercors pour avoir également été un grand résistant pendant la seconde guerre mondiale, il a découvert la grotte en perdant son fidèle compagnon : Fleury. Le chien encore vivant était tombé dans un gouffre naturel de 16m de profondeur au cœur de la forêt entre Vassieux-en-Vercors et La Chapelle-en-Vercors. Ces ouvertures portent souvent le nom de scialet. 
Ne souhaitant pas abandonner son chien, il descendit dans le gouffre pour aller le sauver et y découvrit la grande salle de la grotte de la Percée Blanche. 
Il s'agit d'une véritable cathédrale souterraine que l’érosion et l’eau de pluie ont ciselée avec art et patience.  La grotte est une immense cavité (100 mètres sur 30), fossile des rivières et lacs qui l'ont creusé et comportant maintenant des milliers de concrétions dans des couleurs très contrastées . Elle abrite notamment une faune importante, représentative des cavités souterraines de ce massif des Préalpes.

## Historique
La grotte fut découverte en 1918 par un riverain de la grotte Fabien Rey, qui vivait seul dans une petite maison en compagnie d'une trentaine de chiens, se mit à la recherche de l'un d'entre eux, disparu, ce qui entraîna la découverte d'un puits de 16m (l'entrée naturelle), d'une galerie et finalement de la grotte. L’aménagement de la galerie et la mise en lumière de la grotte furent achevés en août 1970 en présence du découvreur, alors octogénaire.
À l'occasion de nouveaux travaux d'aménagement effectués au cours de l'année 1990, un tunnel fut percé à l'opposé de l'entrée naturelle pour en faciliter la visite. Les ouvriers du chantier mettent au jour par hasard un puits comblé en surface. Ce piège naturel a parfaitement joué son rôle et cette heureuse découverte permit de mettre en valeur ce qu'on décrit comme un « véritable sanctuaire paléontologique » : des restes de nombreux animaux, du bison à l'ours des cavernes et du loup à l'aigle, plus de 15 000 de ces ossements ont été découverts sur le site, pour un ensemble de 45 espèces animales recensées.

## Tourisme
Les visites, qui s'organisent obligatoirement avec l'accompagnement d'un guide, sont payantes et durent environ 45 minutes.